# Tribun de la plèbe
Pour les articles homonymes, voir Tribun.
Les tribuns de la plèbe (en latin Tribuni plebis, au singulier : Tribunus plebis) sont dans la Rome antique des élus de la plèbe, choisis pour une durée d'un an par le concile plébéien. Ils ne sont pas stricto sensu des magistrats car ils ne possèdent aucun imperium (pouvoir de commandement). Mais leur rôle d'assistance et de défense des plébéiens, c'est-à-dire de la quasi-totalité des citoyens, leur conférait un poids politique sensible. Seuls les patriciens étaient exclus de leur champ d'action.
L'ensemble des pouvoirs des tribuns constituait la tribunicia potestas, la puissance tribunicienne.
L'histoire de cette institution républicaine, de ses détenteurs et de ses rôles, a été l'objet de nombreux commentaires depuis la redécouverte de l'Antiquité romaine par les humanistes européens de la fin du Moyen Âge et de la Renaissance. Souvent discutée, intégrée à la mythologie politique et aux références des Lumières et de la Révolution française, tantôt accusée d'être la source de l'agitation des masses, tantôt glorifiée car elle défend les intérêts des plus démunis, la figure du tribun de la plèbe est le produit d'une évolution lente et complexe, plus nuancée et multiforme que ce que l'on a longtemps cru.
Il ne faut pas oublier en effet qu'il n'y avait pas de corrélation entre pauvreté et appartenance à la plèbe : il existait de riches et influentes familles plébéiennes et des patriciens appauvris.

## Origines du tribunat de la plèbe
Comme la plupart des institutions et rouages de la constitution républicaine de Rome, le tribunat de la plèbe émerge dans le cadre des conflits sociaux et politiques qui traversent Rome au Ve siècle av. J.-C., à l'époque formative de ce nouveau régime né des cendres de la royauté étrusque supposément rejetée en 509 av. J.-C. , au cours d'une révolution aristocratique menée par Brutus et Tarquin Collatin.

### Une crise économique et militaire propice aux revendications populaires
En 494 av. J.-C., dans le contexte tendu de la bataille du Lac Régille et du soulèvement des Latins alliés aux Tarquins souhaitant revenir au pouvoir, Rome connaît une grave crise politique, probablement liée à une crise économique. L'historien romain Tite-Live évoque l’esclavage pour dettes de nombreux citoyens pauvres, qui a dû provoquer une déception politique. En effet, les Romains avaient connaissance de l'isonomie athénienne, mise en place par les réformes de Solon, puis Clisthène, qui avait suscité des espoirs, déçus par la mise en place d'une République oligarchique après l'expulsion des rois. Cette crise débouche sur la sécession d'une partie du peuple, juste avant sa convocation en armes au début de l'année consulaire, le dilectus, opéré par les consuls de l'année (ayant repris cette fonction de l'ancienne institution royale). Il s'agit d'une forme de « grève de la guerre » menée par la plèbe des classes censitaires inférieures. Le peuple quitte alors les murs de la ville et part s'établir sur le mont Sacré. Il se jure l'union jusqu'à la mort et se donne des institutions par le biais d'une loi sacrée, la lex sacrata, qui voue à la mort quiconque (citoyen, magistrat, plébéien, patricien) ne respecterait pas l'organisation de la plèbe, ou attenterait à la personne d'un de ses chefs.
Le Sénat, assemblée aristocratique, vieille institution issue de la royauté et comprenant les familles les plus prestigieuses de la cité, dépêche alors Menenius Agrippa, ancien consul de 503 av. J.-C. assez apprécié par la plèbe, pour des négociations. Il est bien reçu et tient un discours fameux comparant l'aristocratie et la plèbe à l'estomac et aux membres d'un homme : quand les membres n'aident pas l'estomac à se nourrir, ils se condamnent eux-mêmes à la famine : ainsi, Rome ne peut survivre que si les membres (la plèbe) et l'estomac (le patriciat) travaillent de concert.

### La création du tribunat
À la suite de ce discours, les représentants plébéiens acceptent de négocier leur retour dans la cité et la fin de la stasis politique, à la condition que des tribuns spéciaux soient nommés pour les représenter et les protéger du pouvoir des consuls. Aucun patricien ou sénateur ne serait autorisé à détenir cette charge (en pratique, seuls les plébéiens peuvent donc l'obtenir), et ces tribuns auraient la garantie de leur inviolabilité physique par leur sacrosanctitas : toute personne posant la main sur eux serait considérée hors-la-loi ; tous les membres de la plèbe seraient ainsi autorisés à tuer sur le champ les contrevenants sans craindre aucune condamnation. Le sénat accepte les termes de l'accord, et le peuple retourne à Rome.
Les premiers tribuns de la plèbe, au nombre de deux (ou de cinq selon les sources), furent Lucius Albinius Paterculus et Caius Licinius, élus pour l'année 493 av. J.-C. ; peu après, ils nommèrent Sicinius et deux autres comme collègues. Le collège des tribuns de la plèbe fut étendu à 5 membres en 470 av. J.-C., puis à 10 membres en 457 av. J.-C., effectif qu'il conserva jusqu'à la fin de l'époque républicaine. Il était assisté des édiles plébéiens.

### Magistrats ou non?
Les tribuns de la plèbe ne disposent d'aucun des pouvoirs traditionnels des magistrats de Rome : ils ne peuvent prendre les auspices, n'ont pas l'imperium, et contrairement aux magistrats curules élus par les comices centuriates, ils ne sont pas investis par une loi du peuple, ce qui ne leur permet pas l'appellation de « magistrat » au sens strict du terme. L'ensemble de leurs attributions peut être désigné sous le nom de « puissance tribunicienne ». Leur rôle principal est de venir en aide à la plèbe face aux abus individuels des consuls ou aux projets de lois du sénat, ou dans un cas particulier d'injustice judiciaire. Leur fonction est collégiale : ils ont chacun le même pouvoir et peuvent s'opposer à l'action d'un de leurs collègues. Ils disposent pour ce faire d'une large palette de pouvoirs, à l'égal des magistrats. La prohibitio leur permet de s'opposer par avance à ce que l'un de leurs collègues prenne une décision ou effectue une action. Si toutefois le collègue exécute l'action, le tribun ayant exercé la prohibitio peut faire usage d'un droit de coercition : il envoie ses viatores pour faire arrêter l'individu. L'intercessio, elle, annule une décision déjà prise, tel l'ordre donné par un collègue à quelqu'un de parler en public, comme lorsque le tribun de la plèbe Caius Memmius ordonne à Jugurtha de s'adresser au peuple romain et que son collègue Baebius l'en empêche.

### Pouvoirs et attributs particuliers

#### Sacrosainteté et inviolabilité
Le tribun est intouchable, sacrosanctus. La sacro-sainteté des institutions de la plèbe (tribuns, mais aussi édiles) fut reconnue officiellement en 449 av. J.-C., par les Leges Valeriae Horatiae et ne fut abolie que de façon éphémère sous Sylla dans le cadre des réformes institutionnelles neutralisant le tribunat de la plèbe. Le coupable d'une violation du tribun de la plèbe est maudit (ce crime d'atteinte aux intérêts de la plèbe est dit perduellio) et tout citoyen peut faire cesser la souillure qu'il représente pour la cité à tout moment, en le mettant à mort.

#### Assistance etprovocatio ad populum
Le tribun offre sa personne inviolable comme protection face à la toute-puissance civile, l’imperium domi, des consuls. C'est une fonction d'assistance, auxilium. Il a en effet l'autorité d'user d'un droit de provocatio ad populum, précurseur moderne de l'habeas corpus puisqu'il permet à un citoyen de contester une condamnation à mort ou toute forme de coercition engagée contre lui en faisant appel au tribun. Le citoyen pouvait crier « Appello tribunos ! » ou bien « Provoco ad Populum ! ». Une fois ce droit invoqué, un tribun de la plèbe se saisissait obligatoirement de l'affaire et déterminait la légalité de la procédure engagée ; tout contournement de l'action du tribun était illégal. Ce pouvoir de provocatio, qui permet en théorie aux tribuns de la plèbe de porter une assistance individuelle contre l'exercice arbitraire du pouvoir coercitif des magistrats de l’État, donnait aux Romains un certain degré de liberté civile. On parle aussi de pouvoir d’intercessio.

#### Vetoet défense des intérêts collectifs de la plèbe
Cette mission d'auxilium s'exerce également pour défendre les intérêts de la plèbe dans son ensemble : le tribun de la plèbe peut utiliser son droit de veto (jus intercessionis) contre l'action de tous les magistrats, dans toutes leurs actions : convocation d'une assemblée, vote d'une loi, élections, levée des légions. Il peut même interdire au Sénat d'exprimer son avis. Enfin, ce pouvoir finit par s'exercer même à l'encontre du dictateur. La seule limite de ce pouvoir s'appliquait quand le peuple était en armes, c'est-à-dire quand la guerre était déclarée, mais il fut souvent utilisé lorsque la guerre était imminente. Le dispositif législatif était ainsi bloqué à sa source même. Ce pouvoir fut utilisé massivement aux Ve et IVe siècles av. J.-C., empêchant les consuls de procéder à la levée de l'armée au cours de la conquête de l'Italie.

#### Un pouvoir spécifique à l'Urbs
Ces pouvoirs des tribuns de la plèbe sont circonscrits aux limites de la ville de Rome et à un mille au-delà. Dans ces limites, leurs pouvoirs s'exercent en permanence. Ils n'ont pas le droit de quitter la ville, et les portes de leur demeure restent ouvertes en permanence.
Pour exécuter les condamnés à mort, les tribuns de la plèbe ne disposent pas de licteurs : ils devaient donc les précipiter du haut de la Roche tarpéienne, sans jugement, avec pour seule limite l'intercession d'un autre tribun de la plèbe. La peine de mort pouvait être commuée en amende.
Ce pouvoir rend théoriquement le tribun supérieur au consul dans les limites de la ville : alors que les décisions de justice ou de coercition du consul sont toujours sous la menace d'une intercessio d'un tribun, le tribun lui, échappe totalement à une mesure de répression du consul.

## Évolution du tribunat de la plèbe sous la République

### Intégration politique et juridique dans la cité
Avec la reconnaissance progressive de la plèbe comme force politique de la cité, les pouvoirs des tribuns augmentent :
- ils peuvent convoquer le Sénat au même titre que les magistrats ayant les auspices majeurs ;
- leur pouvoir de justice devient un pouvoir de vengeur public, qui défend toute la cité, et le crime de perduellio (souillure pour la cité) s'étend à des délits de plus en plus éloignés de la fonction tribunicienne, tels ceux des consuls qui ont mal réparti le butin, ou qui ont utilisé les légionnaires à des fins privées, qui ont fait la guerre illégalement, ou qui ont fui l'ennemi, ou encore les dictateurs ayant procédé à la levée de l'armée avec cruauté.

Leur pouvoir est cependant mieux encadré : à partir du IVe siècle av. J.-C., ils doivent utiliser la procédure comitiale :
- le tribun doit mener une enquête préalable afin de déclarer la culpabilité et prononcer la peine de mort ;
- les comices, réunies avec la collaboration d'un consul ou d'un préteur, infirment ou confirment la peine prononcée par le tribun.

Cette procédure est également utilisée pour les peines d'amende. Seules les voies de fait sur le tribun entraînent la mise à mort immédiate et la confiscation des biens.
La fonction de tribun de la plèbe fut intégrée au cursus honorum par la lex Villia Annalis, qui régla en 180 av. J.-C. la succession des magistratures et l'âge minimal pour y accéder. Le tribunat est la première des magistratures et il faut avoir 27 ans pour y accéder.
L'ensemble des moyens d'action passifs et actifs des tribuns compose la tribunicia potestas, la puissance tribunicienne. Ils ne disposent ni des pouvoirs civils de coercition, ni des attributs symboliques d'un magistrat dans son acception romaine ; ils ne disposent pas de l'imperium ni du droit de prendre les auspices, ce qui confine leurs actions à certains domaines de la vie politique. Ils ne sont pas précédés de licteurs et siègent sur un banc (subsellium), non sur un siège curule. Ils sont néanmoins habituellement caractérisés comme magistrats après que leurs moyens d'action, initialement obtenus de la plèbe, eurent été progressivement reconnus et étendus par le Sénat et le patriciat. Leur rôle grandissant et le prestige croissant dont certains tribuns ont bénéficié témoignent des conflits sociaux qui agitèrent la cité dans le siècle précédant le principat.

### La crise de la République: le tribunat comme arme politique
Avec la crise de la République à la fin du IIe siècle av. J.-C., les pouvoirs des tribuns de la plèbe donnèrent lieu à des débordements démagogiques, après trois siècles et demi d'un fonctionnement relativement équilibré permettant de compenser les abus des magistrats supérieurs. Avec l'enrichissement de nombreuses familles plébéiennes grâce à la conquête et l'ouverture du consulat à la plèbe, de nombreux membres de l'élite romaine passent par le tribunat de la plèbe pour débuter leur carrière politique, se servant de cette magistrature comme d'un moyen pour appuyer des revendications populaires ou les repousser. Au début du IIe siècle av. J.-C., leur élection est orientée et contrôlée par le Sénat pour limiter les blocages : on s'arrange ainsi fréquemment pour qu'un tribun de la plèbe favorable aux actions du sénat bloque l'action d'un tribun favorable à la plèbe. On assiste donc à un détournement de leur rôle initial.
À partir de 150 av. J.-C., face aux déséquilibres croissants dans la cité du fait des conquêtes de plus en plus lointaines et lucratives pour les aristocrates, certains tribuns de la plèbe deviennent des adversaires radicaux des sénateurs les plus conservateurs, et le fer de lance des populares, partisans d'une redistribution des terres et des richesses de la conquête en faveur des classes moyennes et des citoyens pauvres.
Le tribunat de la plèbe devient donc central dans les conflits politiques de la fin de la République, comme l'atteste le cas fameux des Gracques, Tiberius Sempronius Gracchus et Caius Sempronius Gracchus, porteurs de nombreuses réformes agraires, frumentaires, politiques et judiciaires visant à rééquilibrer le pouvoir du Sénat et à redonner au peuple les moyens de s'élever dans la cité et de posséder les moyens de sa subsistance. Au cours des années 130 - 80 av. J.-C., il devient possible de destituer les tribuns, qui siègent désormais au Sénat de Rome sur un banc à part des sièges des magistrats curules ; plusieurs d'entre eux sont assassinés dans les tensions avec l'aristocratie, par le biais de senatus-consultes ultimes. Le tribunat de la plèbe devient aussi un escalier social et politique pour les plébéiens issus des communautés italiennes nouvellement intégrées à la citoyenneté romaine : c'est le cas de Caius Marius, tribun de la plèbe en 119 av. J.-C.
Après les deux guerres civiles entre Marius, puis ses partisans, et Sylla, ce dernier, vainqueur en 82 av. J.-C. et nommé dictateur avec pouvoirs constitutionnels, opère une profonde réforme qui décapite le tribunat : perdant leur pouvoir d'intercessio, les tribuns ne gardent que l'auxilium envers des individus. Les plébiscites doivent être approuvés au préalable par le Sénat ; les tribuns ne peuvent plus exercer d'autre magistrature, ce qui transforme cette fonction en impasse politique. Cette réforme est de courte durée, abrogée par Pompée et Crassus lors de leur consulat de 70 av. J.-C.
Au cours des années 60 et 50 av. J.-C., les tribuns de la plèbe sont des instruments d'agitation populaire et urbaine entre les mains des grands imperatores qui se préparent à un conflit inévitable. César notamment fait un usage répété de figures démagogiques pour soulever sa clientèle et ses partisans populares contre les velléités des optimates : Clodius Pulcher, Curion ou Marc-Antoine remplissent ce rôle pendant la conquête de la Gaule. L'inviolabilité des tribuns de la plèbe devient ainsi une arme politique afin de garantir leur présence dans les hautes sphères de l’État et leur capacité à bloquer les décisions du parti opposé.

### Le tribunat de la plèbe sous l'Empire
La fin de la République et l'avènement de l'Empire constituent le crépuscule du tribunat de la plèbe comme magistrature importante dans le parcours politique : avec l'accession au pouvoir d'Auguste en 27 av. J.-C., celui-ci se fait progressivement accorder tous les pouvoirs des magistrats ordinaires, mais aussi la puissance tribunicienne et la sacrosainteté, suivant l'exemple de Jules César (qui a été autorisé à siéger parmi les tribuns, à la différence d'Auguste et de ses successeurs).
Le tribunat de la plèbe demeure une magistrature, mais dépourvue d'un rôle actif et intégrée seulement comme une étape facultative dans le parcours du cursus honorum. Comme les autres magistrats, les tribuns de la plèbe sont désignés par le Sénat romain, après proposition de candidats par l'empereur, et non plus par les conciles plébéiens.

## Historiographie
Le tribunat de la plèbe fut parmi les fonctions politiques les plus originales et novatrices jamais créées en leur temps. Concédés à la plèbe au cours de la formation de la République, les tribuns traversèrent et vécurent tous les bouleversements politiques du régime et constituèrent, après l'avènement de l'Empire et au-delà, un élément majeur de réflexion politique en Occident. La thèse récente de Thibaud Lanfranchi montre qu'il faut en réévaluer profondément l'histoire archaïque : les tribuns de la plèbe furent majoritairement d’origine non-romaine, et contrairement aux idées reçues, ils n’étaient pas souvent d’extraction modeste. Ils étaient en réalité les représentants d’authentiques gentes plébéiennes qui se servirent des pouvoirs tribuniciens pour résister à la politique du patriciat. Leurs plébiscites et actions eurent une influence majeure sur l’évolution institutionnelle et sociale de Rome aux Ve et IVe siècles av. J.-C. Par ailleurs, les sources littéraires antiques sur leur rôle démontrent dès l'époque la dualité de l’image des tribuns, qui combine à des stéréotypes négatifs une vision positive de leur action. L'histoire des tribuns de la plèbe mêle donc des constructions mémorielles polémiques et illustre le rôle véritable des tribuns aux origines de la République ; elle démontre que les auteurs anciens cherchèrent très tôt à masquer ce rôle. À travers les tribuns, c’est selon Thibaud Lanfranchi « la genèse de la République classique qui s’éclaire, ainsi que la conception qu’en avaient les contemporains ».

### Le tribun de la plèbe: un magistrat populaire
Le temps de la Révolution Française est particulièrement fertile pour la résurrection de l'idéal du tribun populaire, dédié aux intérêts de la masse contre les aristocraties possédantes. On trouve chez Gracchus Babeuf l'idée que l'invention du tribunat de la plèbe fut un perfectionnement de la constitution républicaine de Rome ; l'idée n'est cependant pas neuve à la fin du XVIIIe siècle, puisqu'elle se trouve déjà chez Machiavel dans son discours sur la première décade de Tite-Live.
Dans l'histoire de l'étude du tribunat de la plèbe, Thibaud Lanfranchi repère entre Machiavel et Babeuf un premier axe majeur de lecture de cette fonction tribunicienne, qui est d'abord celui de la science politique :

« Le tribunat [sert] d'outil de réflexion pour des problématiques d’ordre constitutionnel et institutionnel : l’architecture des pouvoirs, leur répartition et leur limitation, le rôle des gouvernements, le droit de résistance, le problème de la surveillance des institutions, etc. Sur tous ces points, les tribuns offrent un exemple ou un repoussoir, une clef herméneutique dans la constitution d’anthropologies politiques variées. »

— Lanfranchi 2015, p. 6
L'image du tribun comme défenseur des intérêts du peuple fut régulièrement réactivée au cours de l'époque contemporaine, comme dans les écrits de Lénine, la notion entrant même dans le langage courant pour désigner un orateur particulièrement brillant capable de soulever les foules et les masses populaires autour d'intérêts conjoints et convergents. Pour certains théoriciens du politique, la sécession de la plèbe originelle était à interpréter comme un changement de statut politique, comme le fruit d’une volonté d’auto-émancipation proche du communalisme et participant de la « tradition démocratique agoraphile ».

### Premier souffle d'une représentation juridique du peuple?
Le deuxième axe de lecture historique du tribunat de la plèbe, né au XIXe siècle, celui des juristes et des historiens du droit, s'est particulièrement intéressé aux rôles juridiques du tribun de la plèbe, notamment sous la plume de Theodor Mommsen, historien de la Rome antique particulièrement versé dans les questions de droit public romain. Son ouvrage intitulé Staatsrecht (Droit Public) offre une reconstruction méthodique et systématique du système juridique romain sur la base de l'analyse qu'en faisait Polybe, la célèbre constitution mixte tripartite. Theodor Mommsen reprend à son compte les trois champs d'action politiques de Rome : la magistrature - premier ressort de l'action publique -, le Sénat, le peuple. Mommsen développe l'idée d'un État confondu avec le populus, et donc d'un tribunat de la plèbe comme émanation juridique de cette superposition. Cette conception relève cependant d'un certain modernisme et d'un mimétisme par rapport aux réalités que Mommsen constate de son vivant dans l'Europe des état-nations. La première sécession de la plèbe est interprétée par Mommsen comme la création d'une communauté juridique en propre, forme d'acte révolutionnaire avant l'heure, la plèbe, commandée par les tribuns et les édiles de la plèbe, miroirs des consuls et questeurs patriciens. La tradition historiographique fondée par Mommsen, prônant une approche normativiste et statualiste des institutions romaines, fait du tribunat de la plèbe le pont entre les deux sous-ensembles de l'architecture institutionnelle romaine : magistrats et Sénat d'un côté, peuple et droits du peuple de l'autre.

### Une fonction essentielle au consensus politique et social
Enfin, toujours selon Thibaud Lanfranchi, le troisième axe d'étude à avoir émergé est celui des historiens. Pour ses précurseurs, comme B. G. Niebuhr, le tribunat de la plèbe est le résultat d'un contrat politique, un foedus, entre plébéiens et patriciens, s'accordant sur la nature originelle des pouvoirs tribunitiens : la cité se serait ainsi politisée par le contrat, sans lequel aucun des deux ordres sociaux n'auraient pu vivre aux côtés de l'autre dans une même République, au risque de voir la monarchie revenir pour résorber le conflit. Pour Niebuhr, le tribunat de la plèbe fut créé comme une évolution nécessaire au maintien de la res publica libera. Par la suite, c'est avant tout les grands travaux de prosopographie sur la Rome républicaine qui permirent de dresser des portraits fiables et de dessiner les trajectoires sociales et politiques des tribuns de la plèbe, de leur intégration progressive dans le fonctionnement de l’État romain. Les travaux de J. Bleicken et L. Thommen se sont particulièrement intéressés à la question. Pour eux, les tribuns d'avant 287 manquent de légitimité légale et institutionnelle, puisque avant cette date, les plébiscites n'ont aucune forme contraignante. La thèse principale de J. Bleicken serait ainsi contenue dans l'idée que de 287 à 133 av. J.-C., les tribuns ne furent pas une force révolutionnaire et ils n’eurent qu’exceptionnellement recours à des actes contraires aux volontés du Sénat. Ce fut en réalité une période de collaboration entre le tribunat et les autres instances de pouvoir, qui se manifeste par l’intégration définitive du tribunat de la plèbe dans les institutions du populus. L. Thommen de son côté démontra qu’un nombre important de tribuns furent en fait fidèles au Sénat durant le dernier siècle de la République et que l'idée d'une suite de tribuns uniquement populares ne correspond pas à la réalité.

## Tribuns de la plèbe célèbres
Parmi les tribuns célèbres figurent :
- Caius Licinius Stolon et Lucius Sextius Lateranus qui obtinrent en -367 l'accès des plébéiens au consulat.
- Tibérius et Caius Sempronius Gracchus, dit aussi les Gracques, tués lors d'émeutes en -133 et -121.
- Marcus Livius Drusus, opposant célèbre aux Gracques et tribun de la plèbe en 122 av. J.-C., utilisant ses pouvoirs pour surenchérir sur les mesures de ses adversaires et les discréditer face au peuple.
- Caius Marius en -119, qui utilise son rôle de tribun pour s'attirer les faveurs du peuple.
- Lucius Appuleius Saturninus et Caius Servilius Glaucia, démagogues partisans de Marius, tués en -100.
- Livius Drusus, fils du tribun de 122 cité précédemment, assassiné chez lui en -91 après avoir proposé l'octroi de la citoyenneté romaine aux alliés italiens.
- Varron, l'écrivain, fut tribun de la plèbe en 70 av. J.-C.
- Clodius Pulcher, tribun à la solde de Jules César en -58, tué en -52 lors d'un affrontement entre bandes armées césariennes et pompéiennes.
- Milon, tribun du parti des optimates en -57, partisan de Cicéron, il organise des bandes armées pour s’opposer à celles de Clodius Pulcher.
- Salluste, l'écrivain, fut tribun de la plèbe en 52 av. J.-C.
- Curion, tribun en 50 av. J.-C.
- Marc Antoine, tribun en -49 : il succède dans ce rôle à Curion pour défendre Jules César - alors hors de Rome et aux frontières de l'Italie avec ses légions - contre les attaques des partisans de Pompée.
- Caius Cassius Longinus, partisan de Pompée et un des assassins de César, fut tribun en 49 av. J.-C. la même année que Marc-Antoine.

## Chronologie

### Principaux plébiscites
- 494 av. J.-C. Loi sacrée de création du tribunat de la plèbe qui reconnaît aux tribuns leur sacrosanctitas.
- 492 av. J.-C. Plébiscite visant à empêcher qu'on puisse interrompre un tribun s'adressant au peuple. Possibilité d'amende et de condamnation à mort.
- 471 av. J.-C. Plébiscite ordonnant que l'élection des tribuns de la plèbe serait désormais confiée aux comices tributes.
- 457 av. J.-C. Plébiscite qui fait passer à dix le nombre de tribuns de la plèbe.
- 449 av. J.-C. Plébiscite interdisant les poursuites pour rébellion contre les décemvirs à la suite de la deuxième sécession de la plèbe.
- 449 av. J.-C. Plébiscite de M. Duillius interdisant de ne pas élire de tribuns de la plèbe et interdisant la création d'une magistrature sans appel.
- 449 av. J.-C. Plébiscite de M. Duillius rétablissant le consulat ainsi que le droit d'appel.
- 445 av. J.-C. Plébiscite du tribun C. Canuleius visant à rendre de nouveau possible les mariages entre plébéiens et patriciens.
- 445 av. J.-C. Plébiscite de neuf tribuns de la plèbe pour qu'un des deux consuls soit choisi parmi les plébéiens.
- 416 av. J.-C. Plébiscite agraire visant à ce que tout territoire conquis soit partagé par tête.
- 367 av. J.-C. Plébiscite sur l'accès des plébéiens au consulat.
- 342 av. J.-C. Plébiscite visant à interdire le prêt à intérêts et l'usure.
- entre 318 av. J.-C. et 312 av. J.-C. Plébiscite transférant la lectio senatus des consuls aux censeurs.